# Phyllanthus rupestris
Phyllanthus rupestris är en emblikaväxtart som beskrevs av Carl Sigismund Kunth. Phyllanthus rupestris ingår i släktet Phyllanthus och familjen emblikaväxter. Inga underarter finns listade i Catalogue of Life.